# خشكاروندان (كوركا)
خشکاروندان (بالفارسية: خشکاروندان) هي قرية تقع في إيران في قسم كورکا الريفي. يقدر عدد سكانها بـ 792 نسمة بحسب إحصاء 2016.